# The Byrds' Greatest Hits
The Byrds' Greatest Hits è il quinto album e la prima compilation del gruppo folk rock statunitense The Byrds. La rivista Rolling Stone l'ha inserito al 178º posto della sua lista dei 500 migliori album.

## Tracce
1. Mr. Tambourine Man - 2:29 - (Bob Dylan)
2. I'll Feel a Whole Lot Better - 2:32 - (Clark)
3. The Bells of Rhymney - 3:30 - (Idris Davies/Pete Seeger)
4. Turn! Turn! Turn! (to Everything There Is A Season) - 3:49 - (Ecclesiaste, 3:1-8/Seeger)
5. All I Really Want to Do - 2:04 - (Dylan)
6. Chimes of Freedom - 3:51 - (Dylan)
7. Eight Miles High - 3:34 - (Clark/Jim McGuinn/Crosby)
8. Mr. Spaceman - 2:09 - (McGuinn)
9. 5D (Fifth Dimension) - 2:33 - (McGuinn)
10. So You Want to Be a Rock 'n' Roll Star - 1:50 - (McGuinn/Chris Hillman)
11. My Back Pages - 3:08 - (Dylan)

### Bonus tracks (ristampa CD 1999)
1. It Won't Be Wrong - 1:58 - (McGuinn/Gerst)
2. Set You Free This Time - 2:49 - (Clark)
3. Have You Seen Her Face - 2:40 - (Hillman)